# Axel Vachon
 (août 2010).
Si vous disposez d'ouvrages ou d'articles de référence ou si vous connaissez des sites web de qualité traitant du thème abordé ici, merci de compléter l'article en donnant les références utiles à sa vérifiabilité et en les liant à la section « Notes et références ».
Pour les articles homonymes, voir Vachon.
Axel Vachon, né en 1956, est un auteur français de romans de jeunesse, dans la lignée des Signe de Piste, pour la collection Défi aux éditions Pierre Téqui.
Son premier manuscrit intitulé La Mort Blanche est publié parles éditions Tarmeye sous le titre La paix n'est qu'un Sursis. C'est l'histoire d'une jeune Gauloise au temps de la conquête de la Gaule par Jules César. La Séquanie est tombé entre les mains des Germains et les Romains trouvent là un bon prétexte pour entrer en Gaule.
Puis Axel Vachon se tourne vers les éditions Pierre Téqui pour son second roman Le Piège des Cinquantièmes hurlants, premier de la trilogie des 50° hurlants qui traite du naufrage, puis de l'installation de jeunes adolescents sur l'île de Kerguelen, possession française sub-antarctique. Le tome 2, Les Seigneurs rebelles et le tome 3, Le Chemin des Glaces complètent cette trilogie. Deux autres livres suivent sur le Canada français du temps des premiers colons, Les Colons de Nouvelle-France 1 et 2.Il s'agit des Diamants du Canada et de La Ceinture de Perles. Il publie alors chez Téqui, dans la collection Défi qu'il dirige pendant quelques années avec Laure Angélis, Les Paladins de Mongré. Ce livre décrit la rencontre entre des collégiens et les anges gardiens d'un collège prestigieux : lycée Notre-Dame de Mongré. Élevés au rang de paladins, les adolescents vont défier les diablotins qui veulent nuire à la bonne marche de l'établissement. En octobre 2019 sort Mihiel, la seconde Sagesse qui met en scène un bébé. Cette petite fille, Mihiel, par sa simple présence change l'existence de ceux qu'elle côtoie. À la suite de la mort tragique de ses parents, elle est adoptée par ses oncle et tante, Dagobert et Corolle Tiaide. Ceux-ci ne se doutent pas à quel point ils vont évoluer, passant d'une petite existence tranquille et sans histoire à une vie plus engagée contre les forces du mal. Des adolescents viennent à leur aide et à leur tout défient Satanaesh.
Mihiel, La Seconde Sagesse et Opération Jehanne d'Arc sont respectivement les tomes 1 et 2. L'éditeur Téqui ayant sorti le tome 2 de la collection Défi, certains lecteurs ne peuvent plus faire le lien entre les deux tomes. La Seconde Sagesse traite de l'enfance de Mihiel et Opération Jehanne d'Arc raconte sa vie lycéenne. Les deux tomes peuvent se lire séparément sans difficulté.
Axel Vachon participe à la rédaction de l'un des contes des Contes et Merveilles de Noël paru aux éditions Tempora  en association avec d'autres auteurs jeunesse tels que : Élisabeth Bourgois, Jean-Luc Angélis, Yves Meaudre (Enfants du Mékong), Laetitia de Barbeyrac et Laure Angélis.

## Œuvres
- Contes et merveilles de Noël, éditions Tempora. Novembre 2009.
- Les Paladins de Mongré, éditions Téqui, « coll. Défi ». Octobre 2012.
- La Ceinture de perles, éditions Téqui, « coll. Défi ». Avril 2011.
- Les Diamants du Canada, éditions Téqui, « coll. Défi ». Mars 2009.
- Le Piège des cinquantièmes hurlants, éditions Téqui, « coll. Défi ». Septembre 2003.
- Les Seigneurs rebelles, éditions Téqui, « coll. Défi ». Mai 2006.
- Le Chemin des glaces, éditions Téqui, « coll. Défi ». Février 2008.
- La paix n'est qu'un sursis, éditions Tarmeye. Mars 2000.
- Chantécume, éditions Téqui, « coll. Défi ». Octobre 2017.
- Mihiel, La seconde Sagesse, éditions Téqui, « coll. Défi ». Juin 2019.
- Opération Jehanne d'Arc, éditions Téqui, « coll. Défi ». Juin 2020.
- Mihiel, L'étendard de la liberté, éditions Téqui, « coll. Défi ». Juin 2023.
- Eglise et pouvoir politique, 1 chapitre de l'Ouvrage collectif, éditions SPM, « coll. Histoire du Christianisme ». 2022.